# CUNEF Universidad
CUNEF Universidad, acrónimo de Colegio Universitario de Estudios Financieros, es una universidad privada española ubicada en Madrid. Fundada en 1973, está especializada en banca y finanzas. Su titular es la Asociación Española de Banca (AEB). 

## Historia
La institución fue fundada originalmente como «Colegio Universitario de Estudios Financieros» en 1973 por iniciativa del Consejo Superior Bancario, siendo en aquella época un centro adscrito a la Universidad Complutense de Madrid. En su creación jugó un papel destacado el economista Luis de Olarriaga, gracias a sus contactos con la banca y el ámbito universitario. En 2019, se aprobó su reconocimiento como universidad independiente.
Su trayectoria académica como universidad privada independiente se inició en el curso 2021-2022.